# Illiberis elegans
Illiberis elegans es una especie de mariposa de la familia Zygaenidae.
Fue descrita científicamente por Poujade en 1886.